# 2002年度兒歌金曲頒獎典禮得獎名單
2002年度兒歌金曲頒獎典禮，於2002年9月1日舉行。
主題：玩具
司儀︰沈殿霞、安德尊、胡諾言、康子妮、林敏俐
兒童節大使︰薛家燕、李浩林、黃安琪、麥長青、李晉緯

## 十大兒歌金曲
1. 《小司機Noddy》 主唱：蓋世寶、唐韋琪
2. 《開心玩音樂》 主唱：李紫昕
3. 《乖仔學堂》 主唱：薛家燕、安德尊
4. 《外星BB》 主唱：黃伊汶
5. 《森巴嘉年華》 主唱：至NET小人類主持
6. 《超速龍球》 主唱：方力申
7. 《爆裂旋風》 主唱：郭富城
8. 《青春變魔術》 主唱：E-kids
9. 《馴獸師之王》 主唱：林峯
10. 《跅跅步哈姆太郎》 主唱：Twins

## 最受爹o地媽咪歡迎獎
- 《乖仔學堂》 主唱：薛家燕、安德尊

## 全年最佳兒歌歌詞大獎
- 《健康快車》 主唱：彭家麗 作曲：彭家麗　填詞：彭家麗 向雪懷　編曲：陳軍伍

## 十大兒歌金曲金獎
- 《爆裂旋風》 主唱：郭富城

## 十大兒歌金曲銀獎
- 《跅跅步哈姆太郎》 主唱：Twins

## 十大兒歌金曲銅獎
- 《外星BB》 主唱：黃伊汶

## 全年至尊兒歌金曲
- 《跅跅步哈姆太郎》 主唱：Twins